# Staw Górki
Staw Górki – małe jezioro w Polsce położone w województwie pomorskim, w powiecie tczewskim, na obszarze gminy miejskiej Tczew. Staw Górki znajduje się na południu Tczewa pomiędzy linią kolejową Gdańsk-Tczew-Bydgoszcz a drogą krajową nr 91. Pełni głównie funkcje rekreacyjne dla mieszkańców Tczewa.
Ogólna powierzchnia: 1,8 ha